# Hermann Dietz (Mediziner)
Hermann Dietz (* 15. Februar 1925 in Kaiserslautern; † 18. April 2016) war ein deutscher Neurochirurg.
Dietz, dessen Eltern ein Lokal in Pirmasens betrieben, wurde nach dem Abitur in Zweibrücken zur Wehrmacht eingezogen und war 1943 bis 1945 Soldat. Er studierte von 1946 bis 1950 Psychologie (mit dem Diplom-Abschluss) an der Universität Mainz und anschließend Medizin. 1953 wurde er zum Dr. med. promoviert (Dissertation: Leukozytenregulation und vegetatives System). Er absolvierte eine Facharztausbildung als Chirurg in Mainz und ab 1955 in Neurochirurgie bei Kurt Schürmann. 1962 wurde er in Mainz Oberarzt und 1966 habilitierte er sich auch dort (Habilitationsschrift: Die Frontobasale Schädelhirnverletzung).
Von 1970 bis 1993 war er ordentlicher Professor für Neurochirurgie und Direktor der Neurochirurgischen Klinik der Medizinischen Hochschule Hannover (MHH). 1981 bis 1989 war er Ärztlicher Direktor der MHH. Bis 1985 hatte er etwa 100 Einzelarbeiten verfasst.
1982 bis 1984 war er Vorsitzender der Deutschen Gesellschaft für Neurochirurgie (DGNC), 1980 bis 1982 deren Vizepräsident und 1974 bis 1980 Schriftführer. 1979 wurde er Ehrendoktor der Universität Teresina in Brasilien. 1998 erhielt er die Wilhelm-Tönnis-Medaille. 
Er war seit 1958 mit Elfrun Dietz verheiratet und hatte eine Tochter.

## Schriften
- Die frontobasale Schädelhirnverletzung. Klinisches Bild und Probleme der operativen Behandlung. Mit einem Vorwort von Kurt Schürmann. Springer, 1970.
- (Hrsg.): Klinische Neurochirurgie. 2 Bände. Thieme, 1982.
- mit Reinhold A. Frowein und Kea Franz: Neurochirurgie in Deutschland 1945 bis 1970. In: Neurochirurgie in Deutschland. Geschichte und Gegenwart. Hrsg. im Auftrag der Deutschen Gesellschaft für Neurochirurgie. Blackwell, 2001.
- mit Reinhold A. Frowein, Detlef-Ernst Rosenow und Hans-Ekkehart Vitzthum: Neurochirurgie in Deutschland 1932 bis 1945. In: Neurochirurgie in Deutschland. Geschichte und Gegenwart. Hrsg. im Auftrag der Deutschen Gesellschaft für Neurochirurgie. Blackwell, 2001.